# Montaut (Alto Garona)
Montaut (em occitano:  Montaut) é uma comuna francesa na região administrativa da Occitânia, no departamento do Alto Garona. Estende-se por uma área de 17.88 km², com 515 habitantes, segundo o censo de 2018, com uma densidade de 29 hab/km².